# Gnophos uniformis
Gnophos uniformis är en fjärilsart som beskrevs av Otto Staudinger 1892. Gnophos uniformis ingår i släktet Gnophos och familjen mätare. Inga underarter finns listade i Catalogue of Life.